# Justina Lumcer
Justina Lumcer, též Lumcerová (25. května 1942 Vsetín – 8. srpna 2018 Dahlem), byla lékařka a trapistická mniška českého původu, abatyše opatství Maria Frieden (1987–1993) a (2004–2008) v Dahlemu v Německu.

## Život
Vyrůstala v Československu jako jedináček, vystudovala lékařství v Praze a poté pracovala jako odborná lékařka na plicním oddělení. Provdala se za inženýra a horolezce Edmunda Lumcera, s nímž po srpnové invazi uprchla na západ. Žili spolu v Německu, Severní Americe a následně opět v Německu, kde působila na rozličných postech v oboru plicního lékařství.
Po manželově předčasné smrti se vzdala pozice vrchní lékařky a 26. února 1978 vstoupila do kláštera Maria Frieden v Dahlemu. V roce 1984 tam byla jmenována představenou ad nutum a v roce 1987 byla poprvé zvolena abatyší. Benedikci obdržela od generálního opata Ambrose Southeyho. V roce 1993 odmítla po vypršení svého funkčního období znovu kandidovat. 15. ledna 2004 byla znovu zvolena abatyší, úřad zastávala ale jen do února roku 2008, kdy odstoupila ze zdravotních důvodů, neboť se u ní začaly projevovat příznaky Alzheimerovy choroby.